# 덕담
덕담(본명: 서대길, 2000년 2월 25일 ~ )은 대한민국의 리그 오브 레전드 프로게이머로 아이디는 deokdam이다. 포지션은 AD 캐리이다.

## 선수 생활
2019년 5월 30일, 팀 다이나믹스에서 프로 커리어를 시작했다. 하지만 2019 서머 시즌 주전 경쟁에서 실패했으며 2019년 7월 22일, XTEN e스포츠에 입단했다.
2020시즌을 앞두고 다이나믹스에 복귀했다. 스프링 시즌 주전으로 출전하면서 팀의 승격에 기여했다. 서머 시즌 챔피언스로 승격하면서 불안한 모습을 보여주었다.
2021시즌을 앞두고 팀에 잔류했다. 2021 스프링 시즌에서는 지난 시즌과는 다르게 좋은 모습을 보여주었으며 팀의 포스트시즌 진출에 기여했다. 서머 시즌에서는 팀의 에이스로 도약했으며 팀의 포스트시즌 진출에 기여했다. 서머 시즌 종료 이후 올프로 퍼스트팀에 선정되었다. 2021시즌 종료 후 FA를 선언했다.
2022시즌을 앞두고 DWG KIA에 입단했다. 입단 이후 담원의 주전 원딜러로 낙점되었다. 스프링 시즌에는 상대적으로 부진하면서 기대를 충족시키지 못했으며 서머 시즌 중반까지도 스프링 시즌과 비슷한 모습을 보여주었다. 다만 서머 시즌 중후반부터 폼을 끌어올렸으며 월즈 선발전에서는 리브 샌드박스를 제압하고 팀의 월즈 진출에 기여했다. 리그 오브 레전드 월드 챔피언십 2022에서는 로스터에 포함되면서 참가했다. 월즈에서는 좋은 폼을 보여주면서 팀의 8강 진출에 기여했다. 2022시즌 종료 후 팀에서 퇴단했다.
2023시즌을 앞두고 DRX에 입단했다.

## 소속팀
| # | 팀명          | 소속 기간               | 소속 리그 | 비고 |
| - | ------------- | ----------------------- | --------- | ---- |
| 1 | 팀 다이나믹스 | 2019.05.30 ~ 2021.11.17 | CK LCK    |      |
| 2 | XTEN e스포츠  | 2019.07.22 ~ 2019.11.07 | LLA       |      |
| 3 | DWG KIA       | 2021.12.01 ~ 2022.11.18 | LCK       |      |
| 4 | DRX           | 2022.12.03 ~ 2023.11.21 | LCK       |      |
| 5 | FPX           | 2023.12.14 ~ 2024.11.21 | LPL       |      |
| 6 | KT 롤스터     | 2024.11.20 ~ 2025.11.17 | LCK       |      |

## 수상 내역
- 리그 오브 레전드 챌린저스 코리아 스프링 2020 준우승
- 2020 LoL KeSPA컵 울산 준우승
- 2023 LCK 챌린저스 리그 서머 2라운드 최우수 선수
- 2023 LCK 챌린저스 리그 서머 3위
- 아시아 스타 챌린저스 인비테이셔널 2023 우승